# Constantijn I van Imeretië
Constantijn I van Imeretië (Georgisch:კონსტანტინე I) (gestorven 1327), uit het huis Bagrationi was koning van Koninkrijk Imeretië (West-Georgië) van 1293 tot aan zijn dood in 1327.
Hij was een zoon van de Georgische koning David VI de Jongere en zijn eerste vrouw Tamar, hij volgde zijn vader op als koning van Imeretië na diens dood. Hoewel hij de titel "Koning van de Kartliërs, Abchaziërs, enz." regeerde hij maar over het westelijke deel van Georgië, met hoofdzetel in Koetaisi.
Hij stierf in 1327, zijn broer volgde hem op, omdat hijzelf geen kinderen had.